# Akroá-mirim
L’akroá-mirim (ou acroá) est une langue de la famille des langues jê parlée au Brésil. La langue est éteinte.

## Classification
L’akroá-mirim est un des langues du sous-groupe des langues jê centrales. La langue était parlée parlé par un groupe d’Amérindiens qui vivaient dans la région de Bahia.  